# Lacet (mathématiques)
Pour les articles homonymes, voir Lacet.

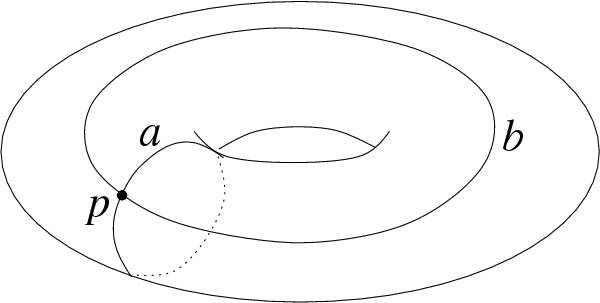
Tracé de deux lacets sur un tore. Les lacets sont utilisés dans l'étude du groupe fondamental de l'espace topologique sur lequel ils sont définis.

En mathématiques, notamment en analyse complexe et en topologie, un lacet est la modélisation d'une « boucle ». C'est un chemin continu et fermé, c'est-à-dire que ses extrémités sont confondues. Par exemple, tout cercle dans le plan euclidien est un lacet. 

## Définitions
Soit {\displaystyle X} est un espace topologique.
Définition 1 :
- On appelle lacet sur {\displaystyle X} toute application continue {\displaystyle \gamma \,:\,[0,1]\rightarrow X} telle que {\displaystyle \gamma (0)=\gamma (1)}.
- Autrement dit, un lacet sur {\displaystyle X} est un chemin sur {\displaystyle X} dont les deux extrémités (le point initial et le point final) sont identiques.

Définition 2 :
- On appelle lacet sur {\displaystyle X} toute application continue de {\displaystyle S^{1}} vers {\displaystyle X}, où {\displaystyle S^{1}} dénote le cercle unité {\displaystyle \{z\in \mathbb {C} \mid |z|=1\}}.
- S1 peut être regardé comme le quotient de {\displaystyle [0,1]} en identifiant 0 ∼ 1.

L'ensemble de tous les lacets dans X est appelé l'espace des lacets de X.
En analyse complexe, on s'intéresse aux lacets qui sont aussi des "courbes rectifiables"
Un lacet f est dit simple lorsque l'égalité f(a) = f(b) implique soit que a = b, soit que {\displaystyle \{a,b\}=\{0,1\}}. Intuitivement, cela signifie que le lacet ne dessine qu'une unique boucle. On peut aussi définir des lacets polygonaux, ou de classe {\displaystyle C^{k}} (voir Chemins). Les termes de lacet simple et de courbe de Jordan sont synonymes.

## Indice d'un lacet dans leplan complexe
Dans le cas {\displaystyle X=\mathbb {C} }, on peut définir l'indice {\displaystyle \mathrm {I} (\gamma ,z_{0})} d'un lacet {\displaystyle \gamma } par rapport à un point {\displaystyle z_{0}\in \mathbb {C} \smallsetminus \gamma ([0,1])} : il correspond au nombre (entier relatif) de tours effectués par le lacet autour de ce point.
On peut l'obtenir en calculant :